# Digital Audio Tape

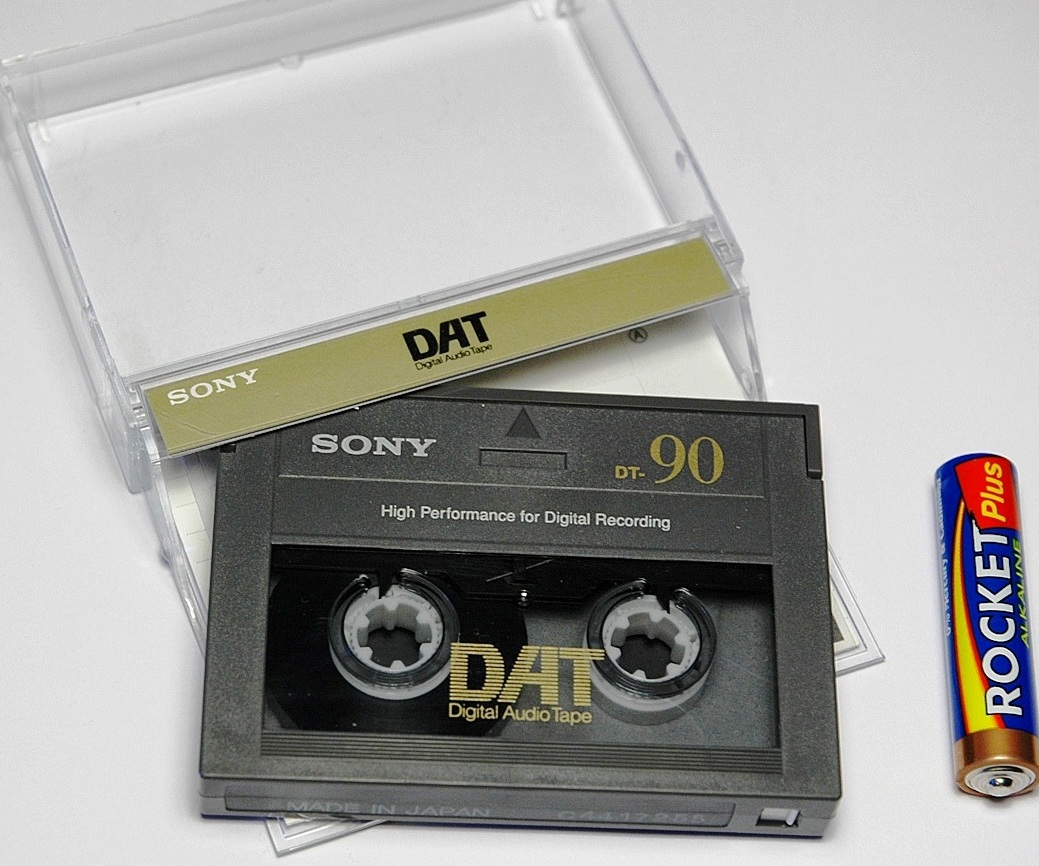
Uma fita DAT de 90 minutos, comparado ao tamanho de uma pilha AAA (LR03).

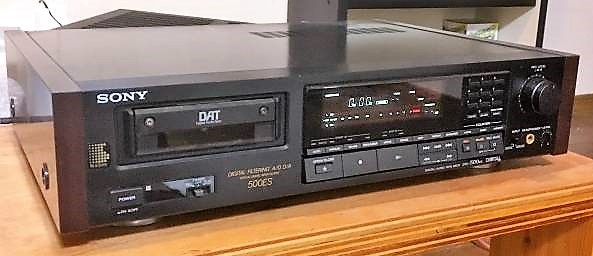
SONY DTC-500ES

O Digital Audio Tape (DAT) é uma fita cassete de fita magnética utilizado para gravação/armazenagem de áudio digital apresentado pela Sony no final da década de 1970. Devido ao elevado preço dos equipamentos e das cassetes, foram utilizadas quase exclusivamente nos meios profissionais.
A evolução desse formato originou a Fita DDS, Digital Data Storage, utilizada pela informática até então, com capacidades superiores a 80 Gb. Porém, os diversos cassetes originados desse formato são popularmente chamados de Fita DAT.

## Caraceterísticas
A Digital Audio Tape possui uma fita magnética de quatro milímetros e, um aspeto similar ao de uma cassete de áudio analógico, porém tem metade do tamanho, com 73 milímetros de largura, por 54 de altura e 10,5 milímetros de espessura.